# Konnur
Konnur ist eine Stadt (municipal council) mit ca. 20.000 Einwohnern im Norden des südindischen Bundesstaats Karnataka.

## Lage und Klima
Konnur liegt auf dem Dekkan-Hochland am Ghataprabha River, einem Nebenfluss des Krishna, in einer Höhe von ca. 600 m. Die Nachbarstadt Gokak ist nur etwa 10 km entfernt, die Distrikthauptstadt Belagavi (ehemals Belgaum) befindet sich etwa 70 km (Fahrtstrecke) südwestlich; die Millionenstadt Mumbai liegt ungefähr 470 km nordwestlich. Aufgrund der Höhenlage ist das Klima für indische Verhältnisse gemäßigt; Regen (ca. 700–1000 mm/Jahr) fällt überwiegend während der sommerlichen Monsunzeit.

## Bevölkerung
| Jahr      | 1991   | 2001   | 2011   | 2021  |
| Einwohner | 14.937 | 17.980 | 19.386 | k. A. |

Ungefähr 70 % der Einwohner sind Hindus, ca. 17 % sind Moslems und etwa 12 % sind Jains. Die Hauptsprachen sind Kannada, Marathi und Urdu, aber auch Hindi und Englisch werden oft verstanden.

## Wirtschaft
Die Landwirtschaft spielt immer noch die wichtigste Rolle im Wirtschaftsleben der Einwohner, aber schon seit langem ist auch die Textilindustrie von Bedeutung.

## Geschichte
Der nahe an einem Fluss gelegene Ort existierte wahrscheinlich bereits vor der Zeitenwende. Verschiedene Mächte eroberten – jedoch immer nur kurzzeitig – das Gebiet. Im Jahr 1818 übernahmen die Briten die Kontrolle über die Region und weite Teile Indiens.

## Sehenswürdigkeiten
- Der auf einer gegliederten Sockelzone ruhende Mahalingeswara-Tempel (oder auch Chikaleshwar-Tempel) stammt – trotz seines beinahe archaischen Aussehens, das auf eine Entstehung im 7./8. Jahrhundert oder sogar noch früher hinweisen könnte – wahrscheinlich aus dem 10. oder 11. Jahrhundert. Die vollkommen schmucklosen Außenwände von Vorhalle (mandapa) und Cella (garbhagriha) sind durch rathas leicht vertikal abgestuft; der Vimana-Dachaufbau ist mehrfach horizontal gestuft. Auch im Innern finden sich altertümlich wirkende Pfeiler mit beinahe europäisch wirkenden, schmucklosen Kapitellen. Die steinernen Deckenpaneele sind unverziert.[4]

Umgebung
- In der Umgebung der Stadt finden sich mehrere dolmenähnliche Bauten, die von den Einheimischen jedoch zutreffender als gufa (= „Höhle“ oder Einsiedler-Behausung) identifiziert werden. Meist sind es nur etwa 1 m³ große Bauten, doch finden sich auch größere, die – wohl zu Recht – später datiert werden.[5]